# Westturm (Bridgend)
Der Westturm ist ein zum Islay House gehöriger Turm. Er befindet sich westlich der schottischen Ortschaft Bridgend auf der Hebrideninsel Islay, etwa 1,2 km westlich des Islay House. Am 20. Juli 1971 wurde das Gebäude in die schottischen Denkmallisten in der Kategorie B aufgenommen.

## Beschreibung
Der Westturm befindet sich etwa 100 m nördlich der Meeresbucht Loch Indaal etwas abseits der A847. Er wurde entweder im späten 18. oder frühen 19. Jahrhundert errichtet. Das Bauwerk wurde auf einer rechteckigen Grundfläche von 4,2 × 3,4 m² aus Bruchstein erbaut und erhebt sich zu einer Höhe von 5,2 m. Der Eingang befindet sich in der Nordmauer. Die Ost- und Westmauern sind mit Blindbögen versehen, oberhalb derer Rundfenster eingelassen sind; die Südmauer ist mit blinden Schlitzen versehen. Der Turm schließt mit einer zinnenbewehrten Plattform ab.